# Frenchie Shore
Frenchie Shore é um reality show francês transmitido na MTV França, a versão francesa do reality show americano Jersey Shore. Os dois primeiros episódios foram transmitidos em 11 de novembro de 2023. O programa segue a vida quotidiana de dez colegas de casa que vivem juntos durante várias semanas.

## Conceito
O programa segue a vida quotidiana de dez jovens (cinco raparigas e cinco rapazes) que vivem juntos numa villa. Os concorrentes são bastante festeiros. Desempenham tarefas profissionais diárias, como a restauração e a peixaria, mas também se dedicam a actividades de lazer, como festas na piscina e compras. No entanto, a coabitação nem sempre é fácil. O sexo e o álcool são temas e práticas recorrentes neste programa.

## Produção
Em fevereiro de 2022, a Paramount Global anuncia um novo alinhamento de séries sem guião e de renovação para a MTV Entertainment Studios, que inclui sete novas iterações do franchise Shore.
Frenchie Shore foi confirmada em 12 de outubro de 2023. Foi filmada numa villa em Cap d'Agde, no departamento de Hérault da Occitânia, no sul de França.

## Os candidatos
- Enzo
- Iris
- Julie Bacha
- Kara
- Melvin Proix
- Nicolas Fouille
- Ouryel
- Pépita
- Théo
- Tristan Jouve

## Polémicas
Numa entrevista ao Le Parisien, em 20 de novembro de 2023, Rima Abdul Malak, Ministra da Cultura francesa, criticou Frenchie Shore, afirmando que o programa "beirava a pornografia" e manifestando a sua preocupação com o acesso de menores ao programa.
Em 13 de dezembro de 2023, Roch-Olivier Maistre, Presidente da Arcom, anunciou numa audição no Senado que tinha contactado as autoridades da República Checa e da Alemanha, onde estão sediadas as empresas-mãe da Paramount+ e da MTV França, para garantir que o programa cumpria a legislação em vigor. Afirmou igualmente que a Arcom tinha intervindo junto das principais redes sociais para acelerar a moderação dos conteúdos acessíveis em linha.
Em 24 de novembro de 2023, o produtor do programa, Arthur, respondeu às críticas, explicando que o formato existia há vários anos noutros países e que em França não era acessível a todos, salientando a necessidade de uma assinatura paga para aceder aos conteúdos: "Frenchie Shore é pago da mesma forma que a pornografia de sábado à noite do Canal+, embora também não estejamos a esse nível".